# Nokia 6600
El Nokia 6600 es un teléfono móvil lanzado en 2003 por la empresa finlandesa Nokia. En su momento, fue el producto más avanzado creado por Nokia. Es un teléfono inteligente que ejecuta el sistema operativo Symbian OS en la plataforma S60.
Una variante de este modelo fue lanzado en Estados Unidos como Nokia 6620.

## Características
- Cámara integrada (VGA 640x480)
- Grabadora de vídeo con soporte de audio (graba hasta 95 KB - de 9 a 27 segundos - con la aplicación que lleva de serie)
- Soporta streaming de vídeo y audio
- Conectividad wireless con Bluetooth e Infrarrojos
- 6 MB de memoria interna
- Ranura para tarjeta de memoria
- Aplicaciones Java MIDP 2.0
- Sincronización de datos con el PC vía PC Suite y iSync
- Tribanda GSM 900/1800/1900

Características adicionales:
- Arquitectura ARM4T
- Sistema Operativo Symbian 7.0s
- CPU corriendo a 104 MHz
- Pantalla TFT de 65.536 colores y resolución 176x208 píxels
- Joystick de navegación de 5 posiciones
- Acceso a internet WAP con HSCSD y GPRS

Aunque los primeros Nokia 6600 no eran estables, posteriores actualizaciones del software del sistema corrigieron la situación.
El teléfono tenía la capacidad de soportar la instalación de una amplia variedad de aplicaciones de terceros tales como reproductores de MP3 y multimedia, juegos, navegadores de internet, navegación GPS, suites ofimáticas y temas sis a través de Java e instaladores *.sis. Los temas .sis podían crearse usando la aplicación gratuita Nokia Symbian Theme Studio.
El modelo fue lanzado al público con dos esquemas de color: "negro y blanco" y "totalmente negro". Posteriormente se produjeron esquemas de color adicionales (azul y blanco, rosa) por temas promocionales.
En 2006, a pesar de haber sido superado por los modelos Nokia 6630 y Nokia 6680, el 6600 seguía estando en producción y siendo un modelo popular.

## Uso popular
El Nokia 6600 es el teléfono utilizado en la película Cellular (2004) por el personaje de Chris Evans.
Michael Schumacher tenía este celular, con el que se le veía frecuentemente.
En la película El Transportador, es uno de los móviles que hay en el auto al abrir la guantera.